# Hanns Hörbiger
 (décembre 2013).
Si vous disposez d'ouvrages ou d'articles de référence ou si vous connaissez des sites web de qualité traitant du thème abordé ici, merci de compléter l'article en donnant les références utiles à sa vérifiabilité et en les liant à la section « Notes et références ».
Pour les articles homonymes, voir Hörbiger.
Hanns Hörbiger, né à Atzgersdorf (Vienne) le 29 novembre 1860 et mort à Mauer (actuellement à Vienne, dans l'arrondissement de Liesing) le 11 octobre 1931 , est un ingénieur, inventeur et idéologue autrichien.

## Biographie
Hanns Hörbiger passe son enfance auprès de sa mère en Carinthie. Il fréquente le Technologische Gewerbemuseum en génie mécanique à Vienne, mais ne peut pas suivre d’études supérieures pour des raisons financières. Après un emploi de dessinateur dans une entreprise de soupapes de précision en 1881 et une courte période militaire, il gagne provisoirement sa vie en tant que joueur itinérant de cithare. En 1884, il travaille de nouveau pour différents constructeurs de machines. Il se marie en 1889 et aura quatre fils, dont Paul et Attila Hörbiger qui deviendront acteurs.
À partir de 1891, Hörbiger, chez le constructeur de machines Lang à Budapest, approfondit les techniques de la chaleur et du froid. En 1896, il dépose un brevet de soupape à disques d’acier (connue depuis sous le nom de « soupape Hörbiger ») qui lui apporte une certaine aisance. Il s’intéresse à une soupape à disques de faible masse et actionnée par une bielle sans frottement destinée aux ventilateurs, les pompes et les compresseurs (brevet DRP 87267 du 7 août 1895). Comme la société Lang ne soutient pas sa découverte, il rejoint, avec l’aide de Siemens & Halske, un bureau d’études de construction à Budapest qui va s'établir en 1903 à Vienne avec pour activité la vente de licences à l’étranger.
Après 1918, les licences venant de l’étranger sont en chute libre et l’inflation des années 1920 mettent à mal sa fortune. Jusqu’à sa mort en 1931, il fait face à la crise, au prix de grandes difficultés, en tant qu’employé d’une société commerciale pour le service après-vente.

## Théorie de la glace cosmique
Il devient connu du grand public en 1912 à la suite de la publication du livre Hörbigers Glacial-Kosmogonie sur lequel il travaillait depuis 1894. Cet ouvrage, écrit en collaboration avec le sélénographe Philipp Fauth, expose la doctrine de la glace éternelle (Welteislehre ou WEL), thèse d'Hörbiger qui énonce que la plupart des corps de l'univers sont constitués de glace. Cette théorie fut conçue par Horbiger à l'issue d'une généralisation de ses expériences sur la chaleur. Elle explique les phénomènes astronomiques par la lutte perpétuelle entre la glace et le feu, ces éléments étant aussi assimilés aux forces d'attraction et de répulsion.
D’après Hörbiger, l’ensemble de la Voie lactée serait composée de blocs de glace qui se précipiteraient dans le soleil, créant ainsi les protubérances solaires. La pluie et la grêle seraient issues de météorites de glace qui fondraient en entrant dans l’atmosphère terrestre. Point très important de la théorie d'Hörbiger, la Lune elle-même, selon lui, serait constituée de glace.
Hörbiger affirme que les « lunes » sont des blocs de glace géants captés par la force de gravité de la Terre. Notre planète aurait eu auparavant et de façon successive trois autres lunes. Les différentes ères géologiques (Primaire, Secondaire, Tertiaire et Quaternaire) seraient issus du rapprochement puis de l'écrasement de ces lunes. Le rapprochement permettrait, grâce à une gravité moindre, le développement d’espèces géantes comme les dinosaures puis l'écrasement mettrait un terme à ce développement, annonçant une nouvelle ère.
Hörbiger explique aussi par sa théorie une montée des eaux qui correspondrait au Déluge et l'existence de géants qui se seraient, selon lui, réfugiés au sommet des montagnes. La cité andine de Tiahuanaco, faite de blocs gigantesques, aurait été bâtie par ces derniers.
Les milieux scientifiques spécialisés ne prêtent guère attention à la WEL et réfutent, dès l’origine, la théorie d'Hörbiger.

## Postérité
Philipp Fauth nomma un cratère lunaire « Hörbiger » dans ses ouvrages, mais ce nom fut abandonné en 1948 quand l'Union astronomique internationale le nomma « Deslandres ».
En 1936, sa théorie de la glace cosmique sert de base à l'essai Moon, Myths and Man de Hans Schindler Bellamy traitant des mythologies de la Lune.
De nombreux auteurs ayant écrit sur le thème de l'« occultisme nazi » ont affirmé, en se basant sur le livre de Hermann Rauschning Hitler m'a dit, qu'Hörbiger aurait connu Hitler et aurait été lié à diverses sociétés secrètes qui auraient influencé le Troisième Reich. Le livre de Rauschning et ces théories sont aujourd'hui discrédités par les historiens.

## Publications
- Hörbigers Glacial-Kosmogonie, - Kaiserslautern : Kayser, 1913
- Wirbelstürme, Wetterstürze, Hagelkatastrophen und Marskanal-Verdoppelungen, - Kaiserslautern : Kayser, 1913